# Seznam ohrožených jazyků v Evropě
Toto je seznam ohrožených jazyků v Evropě. Ohrožený jazyk je jazyk, který je ohrožen zánikem, většinou kvůli nedostatku mluvčích.
Podle Červené knihy ohrožených jazyků UNESCO existují tyto kategorie ohrožených jazyků:
- ohrožené jazyky s malým počtem dětí, které mluví jazykem;
- vážně ohrožené jazyky s několika mluvčími a žádnými dětmi;
- téměř vymřelé, jazyky kolem desítek mluvčích;

## Jazyky
| jazyk                  | status        | užívaný v                  | mluvčí                                                             | zdroj                                  | ISO 639-3 |
| ---------------------- | ------------- | -------------------------- | ------------------------------------------------------------------ | -------------------------------------- | --------- |
| Istrorumunština        | vážně ohrožen | Chorvatsko                 | ~137 (2001) – 1000                                                 |                                        | ruo       |
|                        |               |                            |                                                                    |                                        |           |
| Severní fríština       | vážně ohrožen | Německo                    | 10.000 (2001)                                                      |                                        | frr       |
| Sater-fríština         | vážně ohrožen | Německo                    | 5.000 (2001)                                                       |                                        | stq       |
| Romsko-řecký jazyk     | téměř zaniklý | Řecko                      | 30 (2000).                                                         |                                        | rge       |
| Židovsko-italský jazyk | téměř zaniklý | Itálie                     | 200                                                                |                                        | itk       |
| Karajština             | téměř zaniklý | Krym, Litva                | 3 (2000) 5.000 v Litvě.                                            |                                        |           |
| Kašubština             | vážně ohrožen | Polsko                     | 53.000 (2002)                                                      | 2002                                   | csb       |
| Slezská němčina        | téměř zaniklý | Německo, Polsko, Česko     |                                                                    |                                        | sli       |
| Terská sámština        | téměř zaniklý | Rusko                      | 6 (1995 M. Krauss), 400 (2000 Salminen).                           |                                        |           |
| Votština               | téměř zaniklý | Rusko                      | 25 (1979 Valt) 200 (1990 A. E. Kibrik).                            |                                        |           |
| Leonský dialekt        | vážně ohrožen | Španělsko, Portugalsko     | 50,000 (10,000 v Portugalsku v roce 1999, Salminen)                | Červená kniha ohrožených jazyků UNESCO |           |
| Aragonština            | ohrožen       | Španělsko                  | 30,000                                                             | Červená kniha ohrožených jazyků UNESCO | arg       |
| Pitejská sámština      | téměř zaniklý | Švédsko, Norsko            | 20 ve Švédsku (2000 T. Salminen) 2,000 ve Švédsku (1995 M. Krauss) | Ethnologue                             | sje       |
| Umejská sámština       | téměř zaniklý | Švédsko                    | 20 (2000, T. Salminen); 1,000 (1995, M. Krauss)                    | Ethnologue                             | sju       |
| Valonština             | ohrožen       | Belgie                     | 600,000                                                            | Ethnologue                             | wln       |
| Franko-provensálština  | ohrožen       | Itálie, Francie, Švýcarsko | 113,400                                                            | Ethnologue                             | frp       |
| Inarijská sámština     | téměř zaniklý | Finsko                     | 300                                                                | Ethnologue                             | sje       |